# Viorel Marian Dragomir
Viorel Marian Dragomir (n. 16 iunie 1975, Brăila, România) este un fost deputat român, ales în 2012 din partea Partidului Social Democrat.
În prezent este primarul municipiului Brăila.